# Orville H. Gibson

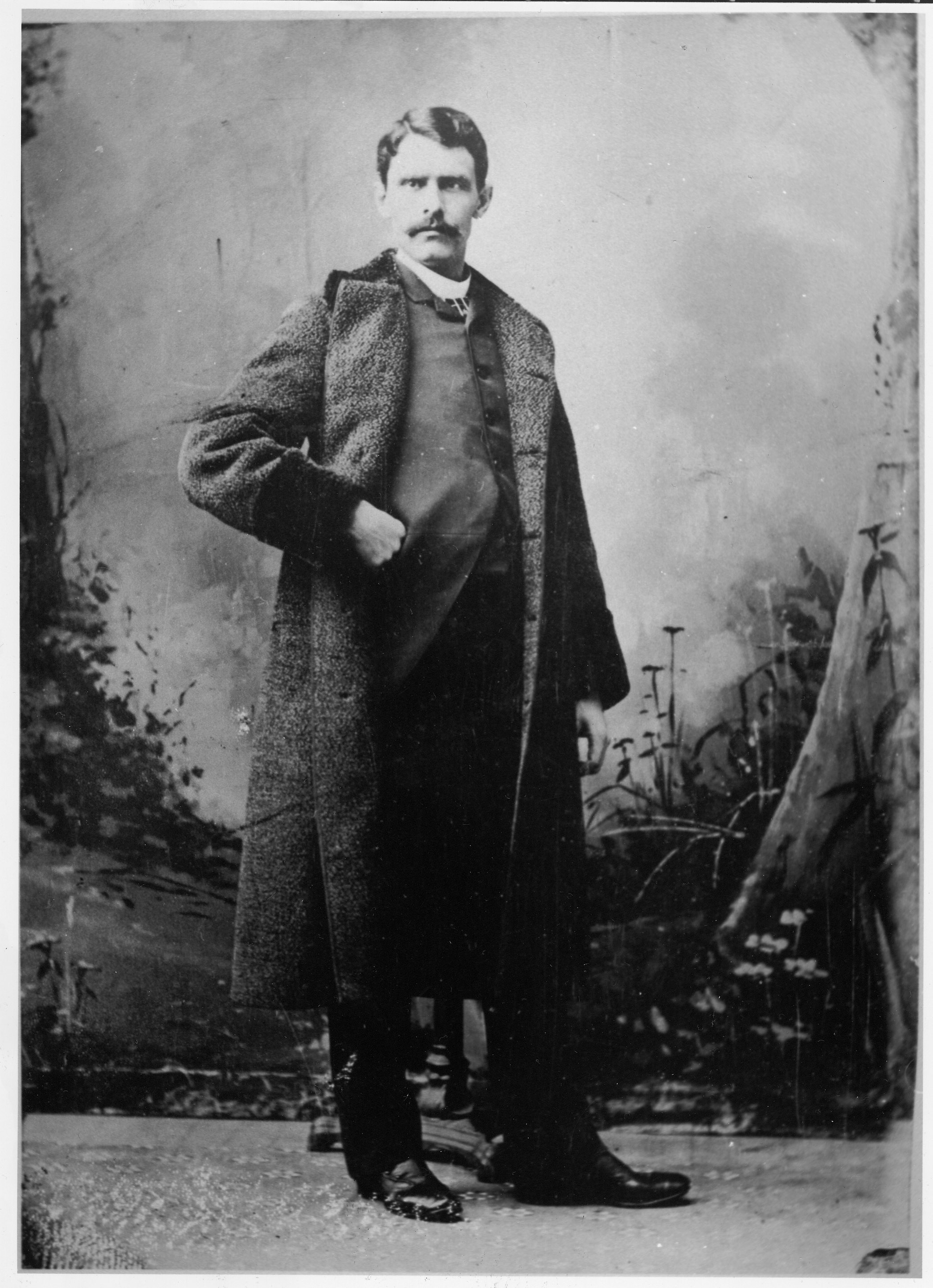
Orville Gibson, Studiofotografie; etwa um die Zeit der Jahrhundertwende des 19./20. Jahrhunderts

Orville H. Gibson (* 1856 bei Chateaugay, Franklin County, Bundesstaat New York; † 21. August 1918 in Ogdensburg, New York) war ein US-amerikanischer Musikinstrumentenbauer. Als seine größte Leistung gilt die Übertragung von Konstruktionsprinzipien aus dem Geigenbau auf die Zupfinstrumente Mandoline und Gitarre (Archtop-Bauweise). Er war der Namensgeber der Gibson Mandolin-Guitar Manufacturing Company Ltd., heute unter dem Firmennamen Gibson Guitar Corporation einer der bekanntesten Musikinstrumentenhersteller aus den USA.

## Leben und Werk
Orville Gibson wurde im Jahr 1856 (das genaue Geburtsdatum ist nicht überliefert) als jüngstes von fünf Kindern der britischen Einwanderer John W. Gibson und Amy Nichols Gibson auf einer Farm nahe dem Ort Chateaugay geboren. Im Jahr 1881 war der junge Gibson im Melderegister der Stadt Kalamazoo in Michigan aufgeführt, wo er zunächst als Schuhverkäufer sowie als Buchhalter in einem Restaurant gearbeitet hatte. Etwa 1890 hatte er damit begonnen, als Freizeitbeschäftigung in Heimarbeit Musikinstrumente zu bauen, und ab 1894 führte er einen auf Mandolinen spezialisierten Laden für Musikinstrumente in Kalamazoo.

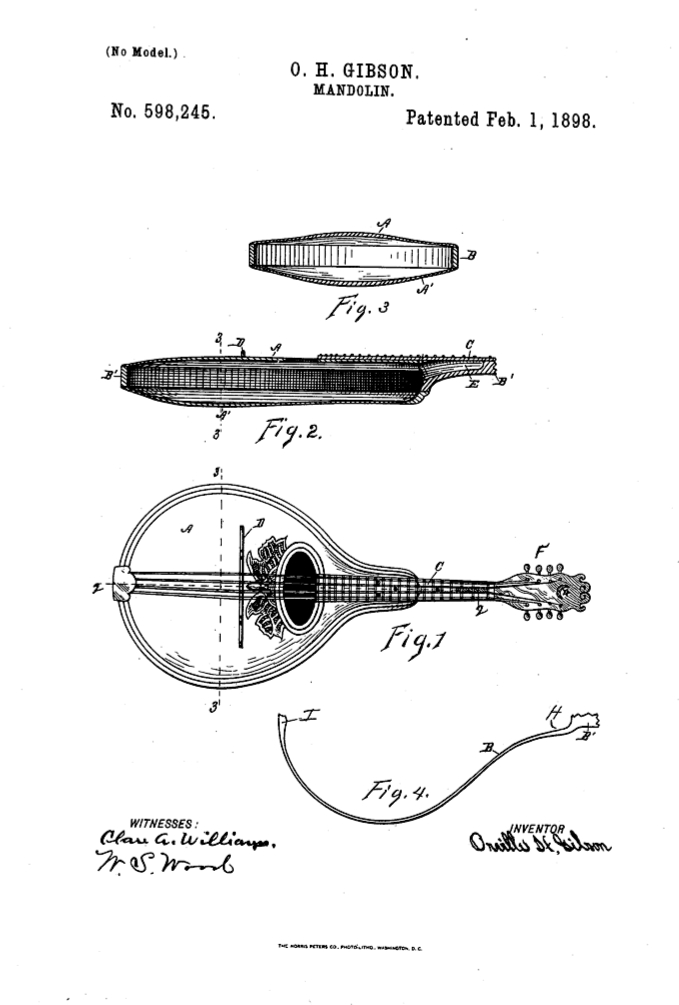
US-Patentzeichnung für die von Orville Gibson erfundene Konstruktionsform von Archtop-Mandolinen

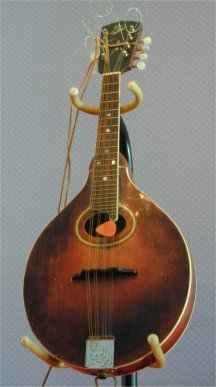
Eine Gibson-Mandoline, Baujahr 1921, in der von Orville Gibson patentierten Archtop-Bauform

Als Freizeit-Musiker soll Gibson mit dem Klang und der Lautstärke der zu seiner Zeit erhältlichen Mandolinen und Gitarren unzufrieden gewesen sein. Als Autodidakt auf dem Gebiet des Musikinstrumentenbaus beschäftigte er sich mit Verbesserungsmöglichkeiten für diese Instrumente und konzentrierte sich dabei auf Konstruktionsformen aus dem Geigenbau. Eines der Ergebnisse seiner Arbeit war der Entwurf für eine Mandoline, deren Hals und Zargen in einem Stück aus einem massiven Holzbrett gesägt und geschnitzt werden sollten. Sein Entwurf sah vor, diesen Zargenrahmen mit geschnitzter, gewölbter Decke und ebensolchem Boden zu versehen. Im Mai 1896 beantragte Gibson ein US-Patent für diese Bauform, das ihm am 1. Februar 1898 verliehen wurde. Es stellte sich jedoch heraus, dass derart konstruierte Musikinstrumente aufgrund des hohen Anteils an Produktionsabfällen nicht wirtschaftlich herzustellen waren. Infolgedessen stellte Gibson Hals und Zargen der von ihm gebauten Mandolinen einzeln her und benutzte für die Zargen statt massiver Schnitzarbeit gebogene Bretter. Lediglich Boden und Decke der Instrumente wurden in der von ihm vorgesehenen geschnitzten Archtop-Bauform hergestellt. Seine von Hand gebauten Mandolinen und Gitarren wurden ein Verkaufserfolg, und nach einiger Zeit konnte Gibson die eingehenden Aufträge nicht mehr allein bewältigen.
Im Frühjahr 1902 kauften fünf Investoren aus Kalamazoo Orville Gibson für 2.500 US $ (nach heutigem Wert etwa 250.000 US $) die Rechte ab, seinen Namen und sein Patent zu vermarkten, gründeten am 10. Oktober 1902 die Gibson Mandolin-Guitar Manufacturing Company und stellten Orville Gibson als Berater ein. Dessen Rolle in der Firma mit seinem Namen bleibt jedoch unklar; es ist nicht mehr feststellbar, ob Gibson in Vollzeit oder in Teilzeit für das Unternehmen tätig war, oder ob er lediglich gelegentlich in den Geschäftsräumen erschien. Der erste Katalog der Firma Gibson erschien im Jahre 1903 und bot auf 32 Seiten Mandolinen, Mandolas, Gitarren und „Harp“-Gitarren an.
Ebenfalls 1903 verließ Orville Gibson aufgrund von Uneinigkeiten mit dem Management das Unternehmen Gibson. Daraufhin wurden ihm für die folgenden fünf Jahre eine jährliche Abfindung in Höhe von 500 US $ sowie eine lebenslange monatliche Rente zugestanden. Bereits für Orville Gibsons Zeit in der Firma sind bei ihm gesundheitliche Probleme dokumentiert, gefolgt von längeren Krankenhausaufenthalten in Kalamazoo nach seinem Firmenaustritt. Zu einem unbekannten Zeitpunkt zwischen 1909 und 1911 verließ er die Stadt und ließ sich in Ogdensburg, New York State nieder. Dort begab er sich erneut wiederholt in stationäre ärztliche Behandlung. Am 21. August 1918 starb Orville Gibson im Hepburn-Krankenhaus in Ogdensburg nach langer Krankheit im Alter von 62 Jahren. Als Todesursache wurde Endocarditis diagnostiziert, seine Sterbeurkunde führt als Beruf „Musiker“ an. Orville Gibson wurde im Familiengrab seines älteren Bruders Lovell Gibson bestattet; die Grabstätte befindet sich auf dem Friedhof Morningside Cemetery in der Stadt Malone im US-Bundesstaat New York, nur etwa 30 Meilen von seinem Geburtsort Chateaugay entfernt.